# کلاس ۹۲
کلاس ۹۲ (انگلیسی: The Class of '92) یک فیلم مستند ساخت بریتانیا است که در سال ۲۰۱۳ منتشر شد. این فیلم درباره رشد شش بازیکن جوان باشگاه فوتبال منچستریونایتد، دیوید بکهام، نیکی بات، رایان گیگز، گری نویل، فیل نویل و پل اسکولز که فوتبال خود را در سال ۱۹۹۲ در این باشگاه آغاز کردند، می‌باشد.